# حزب العمل الديمقراطي (ماليزيا)
حزب العمل الديمقراطي (اختصاره: دي إيه بي) (بالانجليزية: Democratic Action Party) هو حزب سياسي ديمقراطي اجتماعي يسار الوسط في ماليزيا. بصفته واحدًا من أربعة أحزاب مكونة لتحالف الأمل (بي إتش)، فقد شكل حزب العمل الديمقراطي الحكومة الفيدرالية بعد هزيمة الجبهة الوطنية في الانتخابات العامة الماليزية لعام 2018، بإعلان نهاية إقامة الحزب لمدة 53 عامًا في المعارضة. ومع ذلك، قبل أن ينهي التحالف ولايته الأولى، تسببت الانشقاقات عن الأحزاب الشريكة في فقدانه السلطة بعد 22 شهرًا، وبلغت ذروتها بعد الأزمة السياسية الماليزية لعام 2020. في الانتخابات العامة الماليزية لعام 2022، عاد ائتلاف (بي إتش) الذي كان (دي إيه بي) جزءًا منه إلى السلطة مرة أخرى، وإن كان بأغلبية صغيرة تقوده إلى تشكيل حكومة موحدة إلى جانب خصوم سياسيين.
تأسس حزب العمل الديمقراطي (دي إبه بي) في عام 1965 على يد أعضاء حزب العمل الشعبي السنغافوري (بي إيه بي): تشين مان هين وديفان ناير. انفصل حزب (دي إيه بي) عن حزب (بي إيه بي) بعد وقت قصير من استقلال سنغافورة عن ماليزيا في نفس العام، بسبب الاختلافات الأيديولوجية الشديدة بين الحكومة الفيدرالية للمنظمة الوطنية الملايوية المتحدة (يو إم إن أو) التي فضلت فكرة السيادة والقومية الملايوية للبلاد، وحكومة الولاية آنذاك (بي إيه بي)، التي فضلت تبنّي ماليزيا لمذهب المساواة والقومية المدنية، التي ما تزال تُعتبر واحدة من إيديولوجيات حزب (دي إيه بي) الرئيسية حتى اليوم. شكل حزب (دي إيه بي)، بصفته الحزب الحاكم لسنغافورة المستقلة وذات السيادة الآن، العديد من سياساته على مدى عقود متأثرًا بالأفكار التي تبناها الحزب لأول مرة لماليزيا بأكملها عندما كانت سنغافورة في ماليزيا.
يتلقى حزب (دي إيه بي) الدعم الأكبر من الناخبين العلمانيين والليبراليين إلى جانب جمهور ناخب مستقر من ناخبي المدن والمناطق الساحلية ومجتمع الطبقة الوسطى (التي تضم المهنيين) والطبقة العاملة. تتركز معاقل الحزب بشكل أساسي في المناطق الحَضرية وشبه الحَضرية في كل من بينانق وفيرق وسلاغور ونكري سمبيلن وجوهر وملقا وإقليم كوالالمبور الفيدرالي. في الانتخابات العامة الماليزية لعام 2018، تنافس الحزب في 47 دائرة انتخابية اتحادية و104 ولاية تحت راية حليفه حزب عدالة الشعب، وفاز بنسبة 42 و 102 مقعدًا على التوالي، باستثناء ساراواك، حيث اختار فرع الولاية للحزب التنافس تحت رايته الخاصة.

## الخلفية

### التشكيل
في 11 أكتوبر من عام 1965، تم تشكيل حزب (دي إيه بي) على يد أعضاء سابقين من فرع ماليزيا غير المسجل لحزب العمل الشعبي (بي إيه بي) ومقره سنغافورة، والذي كان يعرف آنذاك باسم حزب العمل الشعبي في مالايا قبل استقلال سنغافورة. من بين مؤسسيه عضو البرلمان في بانغسار، ديفان ناير، الذي عاد لاحقًا إلى سنغافورة وأصبح رئيسًا لها. سجل الحزب نفسه رسميًا كحزب اشتراكي ديمقراطي في 18 مارس عام 1966.
الأعضاء العشرة في اللجنة الموالية هم ديفان ناير كأمين عام وتشين مان هين (الذي فاز بدائرة ولاية سيريمبان كمرشح مستقل) كرئيس ودي. بي. إكزافيير كأمين عام مساعد ووجوه هوك جوان كنائب للرئيس وسيفيراتنام سيناثامبي (الأخ الأصغر لوزير سنغافورة إس. راجاراتنام) كأمين صندوق، بالإضافة إلى زين أزهري بن زينال عابدين وتشين تشان سونغ ومايكل كونغ تشي هوات وتان تشونغ بي وتو تشي تشيونغ كأعضاء.
في أغسطس من ذلك العام، تم نشر الجهاز الرسمي للحزب، ذا روكيت، لأول مرة. في المؤتمر الوطني الأول لـحزب (دي إيه بي) الذي عُقد في سيتاباك، كوالالمبور في 29 يوليو عام 1967، أعلن الحزب بأنه «ملتزم بشكل لا رجعة فيه بمثل ماليزيا الحرة والديمقراطية والاشتراكية على أساس مبادئ المساواة العِرقية والدينية والعدالة الاجتماعية والاقتصادية، بتركيز كامل على النظام البرلماني».
في أكتوبر من ذلك العام، انضم الحزب إلى 55 حزبًا اشتراكيًا آخر ممن ينتمون إلى الأممية الاشتراكية في المؤتمر الدولي إس آي في زيورخ، سويسرا. عاد ديفان ناير، الذي كان أحد مؤسسي حزب (دي إيه بي)، لاحقًا إلى سنغافورة. في عام 1982، أوضح لي كوان يو، رئيس وزراء سنغافورة آنذاك في ظل حزب العمال الشعبي، أن «مجلس الوزراء قد قرر أن العلاقات السنغافورية الماليزية ستظل دائمًا متردية في حال بقي ديفان ناير زعيمًا لحزب (دي إيه بي). لذا أقنعته بالعودة».